# James Schuyler
 (juillet 2023).
Si vous disposez d'ouvrages ou d'articles de référence ou si vous connaissez des sites web de qualité traitant du thème abordé ici, merci de compléter l'article en donnant les références utiles à sa vérifiabilité et en les liant à la section « Notes et références ».
Pour les articles homonymes, voir Schuyler.
James Schuyler, né le 9 novembre 1923 à Chicago et mort à New York le 12 avril 1991, est un poète américain, lauréat du prix Pulitzer en 1980.
Il est le compagnon du militaire américain William Aalto, combattant de la guerre d'Espagne, puis du peintre Fairfield Porter.

## Biographie
Fils du journaliste Marcus Schuyler et de Margaret Connor Daisy Schuyler, James étudie au Bethany College, en Virginie-Occidentale de 1941 à 1943[réf. nécessaire].
Il emménage à New York à la fin des années 1940, où il travaille pour la chaîne NBC et devient ami de l'écrivain W. H. Auden[réf. nécessaire].
Durant la Seconde Guerre mondiale, il est recruté par l'US Navy. Il sert à bord d'un destroyer pendant la bataille de l'Atlantique[réf. nécessaire].
En 1947, il emménage à Ischia, en Italie, où il vit dans la maison de W. H. Auden, pour lequel il travaille. Il étudie entre 1947 et 1948 à l'université de Florence. C'est durant cette période qu'il vit une relation sentimentale avec William Aalto, qu'il cite dans son poème Dining Out with Doug and Frank,.
Il s'établit plus tard aux États-Unis, à New York, où il se lie avec John Ashbery et Frank O'Hara, avec qui il partage un appartement. Les trois artistes font partie de l'École de New York, un groupe de poètes actif des années 1950 aux années 1980[réf. nécessaire].
À partir des années 1950, Schuyler devient critique d'art, en écrivant pour la revue Art News[réf. nécessaire].
Il entre dans le cercle des artistes d'avant-garde de l'époque, comme Willem de Kooning, Jane Freilicher, Larry Rivers et, plus particulièrement, Fairfield Porter, avec qui il vit durant 12 ans, jusqu'en 1973.
En avril 1991, il décède à l'âge de 67 ans à Manhattan après un accident vasculaire cérébral[réf. nécessaire].

## Postérité
Ses cendres sont inhumées dans le couvent de Little Portion Friary, dans l'île de Long Island[réf. nécessaire].